# Elecciones federales de Canadá de 1997
Las elecciones federales de Canadá de 1997  (formalmente, la 36.ª Elección General de Canadá) se celebraron el lunes 2 de junio de 1997 para elegir a los Miembros del Parlamento de la Cámara de los Comunes de Canadá.
El Partido Liberal fue el triunfador de las elecciones, los liberales lograron la continuidad de la mayoría absoluta en la Cámara conseguida desde 1993, por lo que Jean Chrétien continuó ejerciendo el cargo de Primer Ministro. No obstante, el partido gobernante tuvo una pérdida de 22 escaños respecto a los diputados electos en 1993. En segunda posición se colocó el Partido Reformista con 60 escaños, seguido por el Bloc Québécois con 44 diputados. Por otro lado, los partidos Nuevo Democrático y Conservador Progresista recuperaron parte del terreno perdido en 1993.
Fueron además las primeras elecciones federales en las que cinco partidos políticos alcanzaron el estatuto de partido oficial en el Parlamento, condición que se adquiere cuando una fuerza política supera los 12 escaños.

## Resultados electorales
| Partido                                                                                 | Partido                                | Líder del partido | Votos      | Votos  | Votos  | Escaños | Escaños | Escaños |
| Partido                                                                                 | Partido                                | Líder del partido |            | %      | +/− %  |         | %       | +/−     |
| --------------------------------------------------------------------------------------- | -------------------------------------- | ----------------- | ---------- | ------ | ------ | ------- | ------- | ------- |
|                                                                                         | Partido Liberal                        | Jean Chrétien     | 4,994,277  | 38.46% | -12.4% | 155     | 50.3%   | -22     |
|                                                                                         | Partido Reformista                     | Preston Manning   | 2,513,080  | 19.35% | +0.66% | 60      | 19.5%   | +8      |
|                                                                                         | Bloc Québécois                         | Gilles Duceppe    | 1,385,82   | 10.67% | -2.85% | 44      | 14.3%   | -10     |
|                                                                                         | Nuevo Partido Democrático              | Alexa McDonough   | 1,434,509  | 11.05% | +4.17% | 21      | 6.8%    | +12     |
|                                                                                         | Partido Conservador Progresista        | Jean Charest      | 2,446,705  | 18.84% | +2.80% | 20      | 6.5%    | +18     |
|                                                                                         | Candidatos independientes              | -                 | 34,507     | 0.46%  | -0.10% | 1       | 0.3%    | =       |
|                                                                                         | Partido Verde                          | Joan Russow       | 55,583     | 0.43%  | +0.18% | -       | -       | -       |
|                                                                                         | Partido Ley Natural                    | Neil Paterson     | 37,085     | 0.29%  | -      | -       | -       | -       |
|                                                                                         | Partido Herencia Cristiana             | Ron Gray          | 29,085     | 0.22%  | -      | -       | -       | -       |
|                                                                                         | Sin afiliación                         | -                 | 26,252     | 0.01%  | -0.08% | -       | -       | -       |
|                                                                                         | Partido Acción Canadiense              | Paul Hellyer      | 17,502     | 0.13%  | -      | -       | -       | -       |
|                                                                                         | Partido Comunista (Marxista-Leninista) | Hardial Bains     | 11,468     | 0.09%  | +0.05% | -       | -       | -       |
| Votantes                                                                                | Votantes                               | Votantes          | 12,985,974 | 100    |        | 301     | 100.00% |         |
| Participación                                                                           | Participación                          | Participación     | 67.0%      |        |        |         |         |         |
| Fuente: Results Elections Canada Distribution of seats by political affiliation and sex |                                        |                   |            |        |        |         |         |         |